# Cherbocnus ransoni
Cherbocnus ransoni is een zeekomkommer uit de familie Cucumariidae.
De wetenschappelijke naam van de soort werd in 1949 gepubliceerd door Gustave Cherbonnier.